# Robert Weil
Robert Weil, Pseudonyme: Homunkulus und Gustav Holm, (* 4. August 1881 in Wien; † 5. Dezember 1960 in New York City) war ein österreichischer Autor und Kabarettist.

## Leben
Weil wuchs in einer gut situierten jüdischen Familie auf. Sein Vater Moritz Weil (auch: Moriz Weil) – er starb 1907 – war Gesellschafter (und späterer Alleininhaber) der Ölraffinerie Sobotka & Weil bzw. Moritz Weil in Wien-Sechshaus, Wehrgasse 5 (heute: Pillergasse 5), wo die Familie auch ihren Wohnsitz hatte.
Nach der Matura studierte Weil an der Universität Wien Rechtswissenschaften; 1906 erfolgte die Promotion zum Dr. iur. Danach absolvierte er das für einige Rechtsberufe vorgeschriebene Gerichtsjahr.
Schon 1905 debütierte er als Autor erfolgreich (aber mit schlechten Kritiken) am Wiener Raimundtheater mit dem Stück Irdische Richter. Auch Einsame Seelen und Das Gesetz wurden am Raimundtheater aufgeführt; Ein bisschen Heiraten und Das Paradies der Ehe 1912 am Berliner Rose-Theater.
Ab 1910 trug Weil auch als Homunkulus selbst verfasste Gedichte und humoristische Szenen in verschiedenen Wiener Lokalitäten vor, etwa im Kabarett Himmel, im Café Landtmann oder im Großen Beethovensaal (ehemaliger Börsesaal des Palais Ferstel, Strauchgasse 4). Vor allem seine Schulaufsätze des Poldi Huber (ein Bestseller von 1914 bis kurz nach dem Ersten Weltkrieg) erwiesen sich auch als „Renner“ bei Vorträgen in Fronttheatern wie im Hinterland. Die Ausdrucksweise eines Wieners, der sich (eher vergeblich) bemüht, Hochdeutsch zu intonieren, hat als Poidihuabarisch Eingang in den Dialektwortschatz gefunden.
Der schriftstellerisch hochproduktive Robert Weil gab 1920 Das Buch der Anekdoten, Der neue Knigge sowie seinen Lebensroman Rück näher, Bruder! heraus, danach publizierte er in Zeitschriften und verfasste Filmdrehbücher. Als Gustav Holm lieferte er mit Ernst Décsey (1870–1941) das Libretto zu dem am 23. Dezember 1932 im Theater an der Wien uraufgeführten (und bis 14. November 1935 313 Mal gegebenen) Singspiel Sissy von Ernst und Hubert Marischka (Musik: Fritz Kreisler), für das bereits Tage nach der Premiere eine nächstjährige Londoner Inszenierung verhandelt wurde.
Nach dem Anschluss Österreichs im März 1938 musste Weil zuerst nach Prag und ein Jahr später nach Zürich fliehen. Upton Sinclair ermöglichte ihm die Emigration nach New York. Dort musste sich der Sechzigjährige zeitweilig als Telegrammbote durchbringen. Nach dem Zweiten Weltkrieg, 1948, erschien Weils Biographie seines Freundes Robert Stolz (1880–1975) Im Dreivierteltakt durch die Welt. Weils zweibändige Autobiographie blieb allerdings unpubliziert und Weils Theater- und Filmprojekte scheiterten.
1963 wurde eine schmale Auswahl seiner Schulaufsätze des Poldi Huber publiziert. Die harmlos-heiteren Texte in kunstvoll fehlerhafter Rechtschreibung und im mühsamen Hochdeutsch eines Ottakringer Unterschichtkindes sind bis heute Weils bekannteste schriftstellerische Leistung. Einige Texte von Weil sind in Kabarett-Anthologien erschienen.

## Werke (Auswahl)
- Irdische Richter. Drama in drei Aufzügen nebst Vorspiel und Nachspiel. Alkalay, Preßburg 1905, OBV.
- —, Fritz Schönpflug (Ill.): Das Wohltätigkeitskomitee und anderes. Knepler, Wien 1909
- Einsame Seelen. Lustspiel in einem Akt von Homunkulus. Schmiedell, Wien 1911, OBV.
  - —, Oskar Süssmann (Übers.): Solecaj animoj. (Esperanto). Esperantista Teatro, Eger 1913, OBV.
- Aus meiner Werkstatt. (Bände 1–3). Frischmann, 3. Aufl. 1911; (Sammelbändchen). Löwit, Wien 1917
- —, Erwin Engel: Wiener Schnitzel, serviert von Homunkulus und Ängstlich. (Hefte 1–3). Pollak, 3. Heft, Wien (ca. 1910), 1. Heft, 2. Aufl. 1912
- Das Paradies der Ehe. Lustspiel in drei Akten. (Bühnenmanuskript). Atheneum, Berlin 1912, OBV.
- Wiener Liäsons. Halm & Goldmann, Wien (ca. 1913)
- Auf dem Auslug. (Aphorismen). Löwit, Wien 1914; 21.–30. Tsd., Löwit, Wien 1916
- Schulaufsätze des Poldi Huber, Schülers der IV. b Volksschulklasse Wien-Ottakring. Gesammelt von Homunkulus. (In zahlreichen Einzelheften und mehreren Serien erschienen). Löwit, Wien 1914–1924, OBV.
  - —, W(ilfried) Zeller-Zellenberg (Ill.): Die Schulaufsätze des Poldi Huber. Forum-Verlag, Wien u. a. 1963, OBV.
  - Schulaufsätze des Poldi Huber und andere Bösartigkeiten. Löcker, Wien 1991, ISBN 3-85409-175-3.
- Die unfehlbare Theorie. Komödie in einem Akt. Eirich, Wien 1914, OBV.
- Kriegerisches. Löwit, Wien 1915
- Ludwig Roman Chmel (Musik), —: Der polnische Legionär. (Das Gesamterträgnis ist den polnischen Legionen gewidmet). (Musikdruck, Klavierpartitur). Josef Weinberger, Leipzig 1915, OBV.
- Der wunderschöne Emil. Löwit, Wien 1916
- —, Theo Zasche: O diese Zeiten. Ein bissiges Kriegsbilderbuch Löwit, Wien 1916
- Klingers! Ein Familienidyll. Löwit, Wien 1917; 2. Folge, Wien 1919
- Wallersteins Lager. Löwit, Wien 1918
- Was einem passieren kann (Biographisches). Halm & Goldmann, Wien 1918
- Der Bund der Gemütlichkeit und andere gemütliche Sachen. Halm & Goldmann, Wien 1919
- Das Buch der Anekdoten von Homunkulus. Nestroy-Verlag, Wien 1920
- Rück näher, Bruder! Der Roman meines Lebens. Wiener Literarische Anstalt, Wien/Berlin 1920
- Der neue Knigge. Umgang mit Gegenwartsmenschen. Zierfuß, Wien/Leipzig 1921
- Das Reigenereignis und andere Ereignisse. Halm & Goldmann, Wien 1921, OBV.
- Dar naießte Poldi Huber. Zeidschrieft für interurbane Aufglärung. Erscheind jädes Jar einmal im Monath. Gschriefleiter: Leopold Huber. Schieler der IV Folgschulklaße in Othakrink. (Erscheinungsverlauf: Jahrgang 1.1924–3.1926). Dr. Steinmann, Wien 1924–26, OBV.
- Von Shakespeare zu Uridil. Der geistige Zusammenbruch Europas! Das Zeitproblem! Perles, Wien 1927, OBV.
- —, Michael Biró (Ill.): Der Automatenmensch. Glöckner-Bücher, Band 36, ZDB-ID 2061131-6. Glöckner-Verlag, Wien 1929, OBV.
- Ernst Decsey, —: Sissys Brautfahrt. Lustspiel in einem Vorspiel und drei Akten. (Als Manuskript gedruckt). Steyrermühl, Wien 1931, OBV.
- Fritz Kreisler, — u. a.: Sissy. Singspiel in zwei Akten (vier Bildern) von Ernst und Hubert Marischka nach einem Lustspiel von Ernst Decsey und Gustav Holm. (Musikdruck, Klavierauszug mit Text). W. Karczag, Leipzig/Wien 1932, OBV.
- Franz Salmhofer (Musik), Ernst Decsey, —: Dame im Traum. Oper in drei Akten (sechs Bildern). (Textbuch). Universal-Edition, Wien 1935, OBV.
- Im 3/4-Takt durch die Welt. Ein Lebensbild des Komponisten Robert Stolz. Ibis-Verlag, Linz u. a. 1948, OBV.